# Rivière du Petit Mécatina
Der Rivière du Petit Mécatina (französisch; in Québec) oder Little Mecatina River (englisch; in Neufundland und Labrador) ist ein Fluss in den kanadischen Provinzen Neufundland und Labrador sowie Québec.

## Flusslauf
Der Oberlauf des Flusses befindet sich in einem zwischen Québec und Neufundland und Labrador umstrittenen Gebiet, welches jedoch 1927 Neufundland und Labrador zugesprochen wurde. Der Unterlauf befindet sich in der Verwaltungsregion Côte-Nord. Der Rivière du Petit Mécatina mündet in den Sankt-Lorenz-Golf nahe Tête-à-la-Baleine, einer Siedlung in Basse-Côte-Nord etwa 400 km östlich von Sept-Îles gelegen.
Der Fluss hat eine Länge von 451 km. Seinen Ursprung hat er östlich des Sees Lac Aticonac auf der Hochfläche der Labrador-Halbinsel nahe der Wasserscheide zwischen Atlantik und dem Sankt-Lorenz-Strom bzw. Sankt-Lorenz-Golf. Von seiner Quelle aus fließt er in südöstlicher Richtung, um sich später nach Süden zu wenden und in den Sankt-Lorenz-Golf zu münden. 15 km oberhalb der Mündung spaltet sich ein westlicher Flussarm vom Hauptfluss ab. Dieser westliche Mündungsarm, der Rivière Nétagamiou, fließt 23 km in südlicher Richtung und mündet bei der Siedlung Chevery in den Sankt-Lorenz-Golf.

## Hydrologie
Der mittlere Abfluss beträgt etwa 450 m³/s. Die höchsten monatlichen Abflüsse treten im Mai und im Juni mit 1450 bzw. 920 m³/s auf. Sein Einzugsgebiet umfasst etwa 19.580 km². 
Es gibt Planungen, die Wasserkraft des Rivière du Petit Mécatina zur Stromgewinnung zu nutzen.